# MBC 금요영화천국
《MBC 금요영화천국》은 2004년 5월 7일부터 2007년 5월 18일까지 방송되었던 영화 프로그램이다.

## 방송 시간
- 2004년 5월 7일 ~ 2004년 8월 6일 : 매주 금요일 밤 12시 15분 ~ 1시 55분
- 2004년 9월 10일 ~ 2004년 9월 24일 : 매주 금요일 밤 12시 25분 ~ 2시 5분
- 2004년 10월 8일 ~ 2005년 1월 14일 : 매주 금요일 밤 12시 50분 ~ 2시 30분
- 2005년 1월 21일 ~ 2006년 3월 31일 : 매주 금요일 밤 12시 55분 ~ 2시 35분
- 2006년 4월 7일 ~ 2007년 5월 18일 : 매주 금요일 밤 1시 ~ 2시 40분

## 방영 목록(2004)
| 회차 | 방송일    | 제목                           | 제목 |
| ---- | --------- | ------------------------------ | ---- |
|      | 5월 7일   | 빅 히트                        |      |
|      | 5월 14일  | 애수(1999)                     |      |
|      | 5월 21일  | 우나기                         |      |
|      | 5월 28일  | 정복자 펠레                    |      |
|      | 6월 4일   | 잔 다르크                      |      |
|      | 6월 11일  | 헤어드레서                     |      |
|      | 6월 18일  | 에어 콘트롤                    |      |
|      | 6월 25일  | 메이드 인 아메리카             |      |
|      | 7월 2일   | 토마스 크라운 어페어           |      |
|      | 7월 9일   | 아 유 레디?                    |      |
|      | 7월 16일  | 링 1                           |      |
|      | 7월 23일  | 링 2                           |      |
|      | 7월 30일  | 메리에겐 뭔가 특별한 것이 있다 |      |
|      | 8월 6일   | 집으로 가는 길                 |      |
|      | 9월 10일  | 유령                           |      |
|      | 9월 17일  | 프로젝트B                      |      |
|      | 9월 24일  | 해안선                         |      |
|      | 10월 8일  | 나도 아내가 있었으면 좋겠다    |      |
|      | 10월 15일 | 사랑이 눈뜰때                  |      |
|      | 10월 22일 | 히 러브스 미                   |      |
|      | 10월 29일 | 동방삼협 2                     |      |
|      | 11월 5일  | 산책                           |      |
|      | 11월 12일 | 잃어버린 세계(2001)            |      |
|      | 11월 19일 | 순류역류                       |      |
|      | 11월 26일 | 뉴욕의 가을                    |      |
|      | 12월 3일  | 고양이를 부탁해                |      |
|      | 12월 10일 | 리빙 하바나(자막)              |      |
|      | 12월 17일 | 인연                           |      |
|      | 12월 24일 | 패밀리 맨                      |      |
|      | 12월 31일 | 고스트 맘마                    |      |

## 방영 목록(2005)
| 회차 | 방송일    | 제목                         | 제목 |
| ---- | --------- | ---------------------------- | ---- |
|      | 1월 7일   | 영원한 제국                  |      |
|      | 1월 14일  | 마지막 차르(자막)            |      |
|      | 1월 21일  | 판타스틱 소녀백서            |      |
|      | 1월 28일  | 올 더 프리티 호스            |      |
|      | 2월 4일   | 8밀리                        |      |
|      | 2월 11일  | AD 2000                      |      |
|      | 2월 18일  | 캐릭터(1997)                 |      |
|      | 2월 25일  | 동방삼협                     |      |
|      | 3월 4일   | 인도차이나                   |      |
|      | 3월 11일  | 파이터 블루                  |      |
|      | 3월 18일  | 겜블                         |      |
|      | 3월 25일  | 테스(자막)                   |      |
|      | 4월 1일   | 헨리의 이야기                |      |
|      | 4월 8일   | 유혹은 밤 그림자처럼         |      |
|      | 4월 15일  | 지중해                       |      |
|      | 4월 22일  | 사랑의 기쁨                  |      |
|      | 4월 29일  | 아담스 패밀리                |      |
|      | 5월 6일   | 보통 사람들                  |      |
|      | 5월 13일  | 써머스비                     |      |
|      | 5월 20일  | 피아노                       |      |
|      | 5월 27일  | 부라보 투 제로               |      |
|      | 6월 3일   | 성공시대                     |      |
|      | 6월 10일  | 간디(자막)                   |      |
|      | 6월 17일  | 프랭키와 쟈니                |      |
|      | 6월 24일  | 태양은 가득히(자막)          |      |
|      | 7월 1일   | 디 아이                      |      |
|      | 7월 8일   | 웨스턴 애비뉴                |      |
|      | 7월 15일  | 황비홍                       |      |
|      | 7월 22일  | 황비홍 2                     |      |
|      | 7월 29일  | 식스팩                       |      |
|      | 8월 5일   | 론머맨 2                     |      |
|      | 8월 12일  | 콘헤드 대소동                |      |
|      | 8월 19일  | 마지막 황제(자막)            |      |
|      | 8월 26일  | 스내치                       |      |
|      | 9월 2일   | 해안선                       |      |
|      | 9월 9일   | 고양이를 부탁해              |      |
|      | 9월 23일  | 고스포드 파크                |      |
|      | 9월 30일  | 영원한 제국                  |      |
|      | 10월 7일  | 비독                         |      |
|      | 10월 14일 | 환생                         |      |
|      | 10월 21일 | 파이널 환타지                |      |
|      | 10월 28일 | 윈스턴 처칠의 젊은 시절      |      |
|      | 11월 4일  | 이중간첩                     |      |
|      | 11월 11일 | 폴리스 스토리                |      |
|      | 11월 18일 | 폴리스 스토리 2              |      |
|      | 11월 25일 | 폴리스 스토리 3              |      |
|      | 12월 2일  | 시카고                       |      |
|      | 12월 9일  | 내 사랑 싸가지               |      |
|      | 12월 16일 | 챔피언                       |      |
|      | 12월 23일 | 귀여운 꼬마유령 캐스퍼       |      |
|      | 12월 30일 | 좋은 사람 있으면 소개시켜 줘 |      |

## 방영 목록(2006)
| 회차 | 방송일    | 제목                    | 제목 |
| ---- | --------- | ----------------------- | ---- |
|      | 1월 6일   | 스트레이트 슈터         |      |
|      | 1월 13일  | 클레어 작전             |      |
|      | 1월 20일  | 51번째 주               |      |
|      | 2월 3일   | 정복자 펠레             |      |
|      | 2월 10일  | 스타트렉 9: 최후의 반격 |      |
|      | 3월 3일   | 촉산전                  |      |
|      | 3월 10일  | 사무라이 픽션           |      |
|      | 3월 17일  | 화소도                  |      |
|      | 3월 24일  | 울랄라 시스터즈         |      |
|      | 3월 31일  | 신장개업                |      |
|      | 4월 7일   | 더 길티                 |      |
|      | 4월 14일  | 아들의 방               |      |
|      | 4월 21일  | 여섯개의 시선           |      |
|      | 4월 28일  | 프로텍션                |      |
|      | 5월 5일   | 아홉살 인생             |      |
|      | 5월 12일  | 동방불패                |      |
|      | 5월 19일  | 동방불패 2              |      |
|      | 5월 26일  | 의천도룡기              |      |
|      | 7월 7일   | 스내치                  |      |
|      | 7월 14일  | 도둑맞곤 못살아         |      |
|      | 7월 21일  | 판타스틱 소녀백서       |      |
|      | 7월 28일  | 싸늘한 여름             |      |
|      | 8월 4일   | 소름                    |      |
|      | 8월 11일  | 굳세어라 금순아         |      |
|      | 8월 18일  | 붉은 수수밭             |      |
|      | 8월 25일  | 스틸                    |      |
|      | 9월 1일   | 로마제국의 멸망(자막)   |      |
|      | 9월 15일  | 히 러브스 미            |      |
|      | 9월 22일  | 미션                    |      |
|      | 9월 29일  | 스트레이트 슈터         |      |
|      | 10월 13일 | 오! 브라더스            |      |
|      | 10월 20일 | 언더월드                |      |
|      | 10월 27일 | 편지                    |      |
|      | 11월 3일  | 퇴마록                  |      |
|      | 11월 10일 | 인연                    |      |
|      | 11월 17일 | 중독                    |      |
|      | 12월 22일 | 귀여운 꼬마유령 캐스퍼  |      |

## 방영 목록(2007)
| 회차 | 방송일   | 제목              | 제목 |
| ---- | -------- | ----------------- | ---- |
|      | 1월 5일  | 어바웃 어 보이    |      |
|      | 1월 12일 | 품행제로          |      |
|      | 1월 19일 | 코로나도          |      |
|      | 1월 26일 | 롤러볼            |      |
|      | 2월 2일  | 자이언트(자막)    |      |
|      | 2월 9일  | 미션              |      |
|      | 3월 2일  | 에덴의 동쪽(자막) |      |
|      | 3월 9일  | 더 길티           |      |
|      | 3월 16일 | 이중간첩          |      |
|      | 3월 23일 | 디나(자막)        |      |
|      | 3월 30일 | 51번째 주         |      |
|      | 4월 6일  | 쿠오 바디스(자막) |      |
|      | 4월 13일 | 빈 집             |      |
|      | 4월 20일 | 여섯개의 시선     |      |
|      | 4월 27일 | 실버호크          |      |
|      | 5월 4일  | DMZ, 비무장지대   |      |
|      | 5월 11일 | 모래와 안개의 집  |      |
|      | 5월 18일 | 청사              |      |

## 같이 보기
- 토요명화 (KBS 2TV) - 2007년 11월 4일에 폐지됨, 과거
- 토요영화 KBS 프리미어 (KBS 2TV) - 2008년 11월 22일에 폐지됨, 과거
- 일요특선 (KBS 2TV) - 1996년 4월 28일에 폐지됨, 과거
- MBC 주말의 명화 (MBC TV) - 2010년 10월 30일에 폐지됨, 과거
- MBC 일요심야극장 (MBC TV) - 2004년 5월 2일에 폐지됨, 과거
- MBC 일요영화특선 (MBC TV) - 2007년 9월 16일에 폐지됨, 과거
- 영화특급 (SBS) - 2011년 1월 1일에 폐지됨, 과거
- 일요명화 (SBS) - 1997년 10월 19일에 폐지됨, 과거
- 시네클럽 (SBS) - 2008년 4월 27일에 폐지됨, 과거
- 위성극장 (KBS2 (위성), KBS 위성) - 2002년 2월 24일에 폐지됨, 과거
- 명화극장 (KBS 1TV) - 2014년 12월 26일에 폐지됨, 과거
- 고전영화극장 (EBS TV) - 2017년 2월 24일에 폐지됨, 과거
- OBS 시네마 (OBS 경인TV) - 현재
- KTV 시네마 (KTV) - 현재
- 세계의 명화 (EBS TV) - 현재
- 일요시네마 (EBS TV) - 현재
- 한국영화특선 (EBS TV) - 현재
- 수요극장 (EBS TV) - 2014년 9월 10일에 폐지됨, 과거
- EBS 금요극장 (EBS TV) - 2013년 8월 23일에 폐지되었다가 2017년 3월 3일에 부활했다가 2019년 8월 16일에 다시 폐지됨, 과거